# Jean Hersholt
Jean Hersholt (ur. 12 lipca 1886 w Kopenhadze, zm. 2 czerwca 1956 w Los Angeles) – duński aktor filmowy, który osiedlił się w Stanach Zjednoczonych.
Występował zarówno w filmach jak i w audycjach radiowych. Znany głównie ze słuchowiska radiowego Dr Christian oraz z roli dziadka postaci granej przez Shirley Temple w filmie Heidi. Dwukrotnie dostał Oscara honorowego. Amerykańska Akademia Filmowa na jego cześć przyznaje Nagrodę im. Jeana Hersholta.

## Śmierć

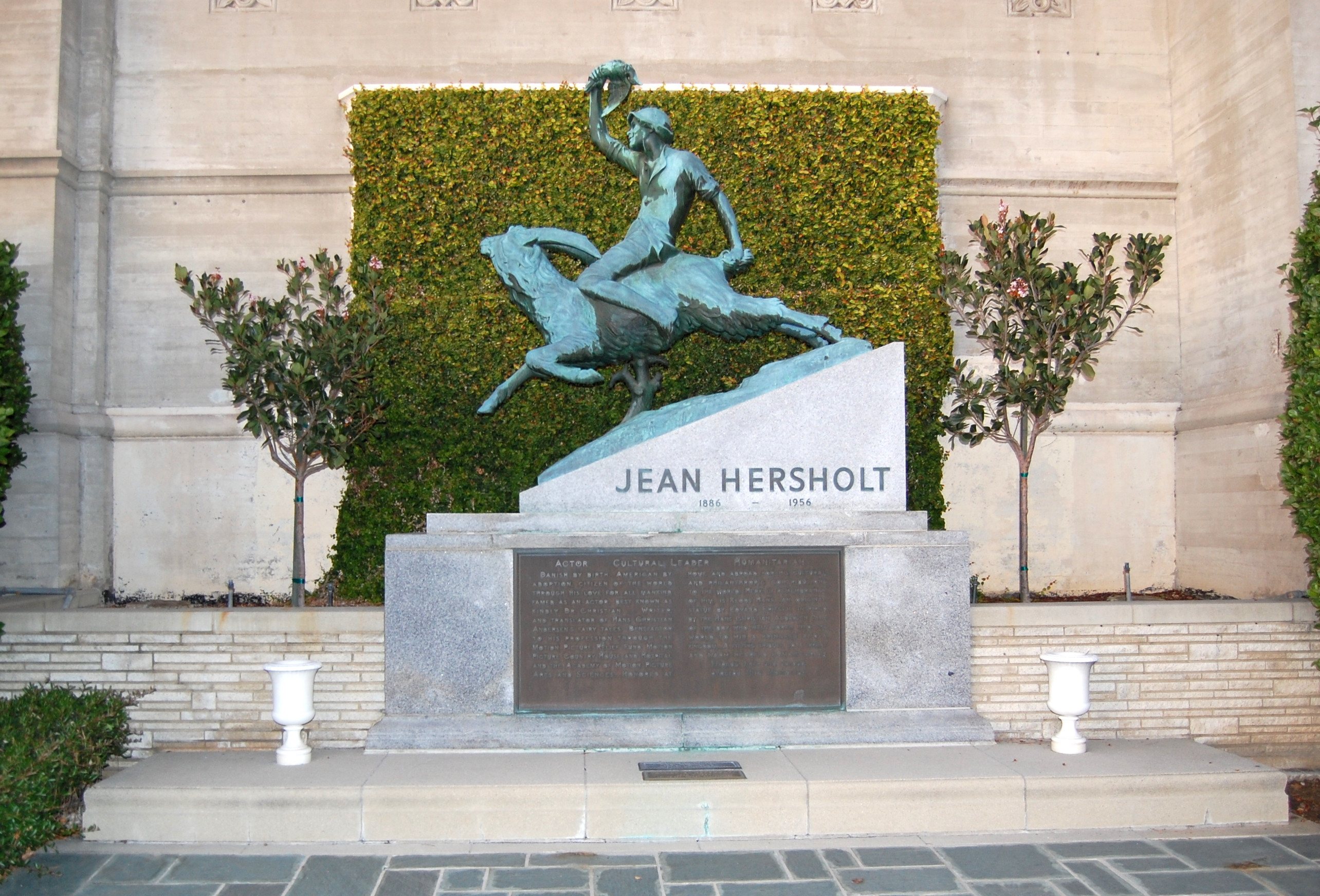
Grób Jeana Hersholta.

Hersholt zmarł na raka 2 czerwca 1956 roku. Został pochowany na cmentarzu Forest Lawn Memorial Park  w Glendale.
Na jego grobie stoi wyrzeźbiony przez Edvarda Eriksena posąg pędzącego na ośle Głupiego Jasia (dun. Klods Hans), bohatera baśni Hansa Ch. Andersena, który porzucił swój dom, aby znaleźć swoje miejsce na Ziemi – tak jak zrobił to Hersholt.

## Wybrana filmografia
- 1916: Bramy piekła jako barman (niewymieniony w czołówce)
- 1921: Czterech jeźdźców Apokalipsy jako profesor von Hartrott (niewymieniony w czołówce)
- 1924: Chciwość jako Marcus
- 1925: Człowiek z biczem jako Don Fabrique
- 1930: The Cat Creeps jako doktor Patterson
- 1931: Transatlantyk jako Rudolph alias Jed Kramer
- 1931: Zuzanna Lenox jako Karl Ohlin
- 1931: Grzech Madelon Claudet jako doktor Dulac
- 1932: Ludzie w hotelu jako bagażowy Senf
- 1933: Kolacja o ósmej jako Jo Stengel
- 1934: Kot i skrzypce jako profesor
- 1934: Ludzie w bieli jako doktor Hochberg
- 1934: Malowana zasłona jako profesor Koerber
- 1935: Znak wampira jako baron Otto von Zinden
- 1937: Heidi jako Adolph Kramer
- 1938: Szalony chłopak jako profesor Heinrich